# Манихино I
Мани́хино I или просто Манихино — узловая железнодорожная станция Рижского направления и Большого кольца Московской железной дороги в посёлке станции Манихино городского округа Истра Московской области. Входит в Московско-Смоленский центр организации работы железнодорожных станций ДЦС-3 Московской дирекции управления движением. По основному характеру работы является промежуточной, по объёму работы отнесена к 3 классу.
Расположена в километре от Волоколамского шоссе и Московского малого кольца A107. Названа по одноимённой деревне. Выходы на улицы Гагарина, Первомайскую, к остановке автобуса № 27 и 37.
На станции — две пассажирские платформы, соединенные между собой пешеходным мостом. Станция относится к шестой тарифной зоне. Турникетами не оборудована. Время движения от Рижского вокзала — 1 час 10 минут.
Является узловой станцией, на станции останавливаются некоторые электропоезда:
- Радиального Рижского направления, участок Москва-Рижская — Шаховская (часть поездов следует по Алексеевской соединительной линии через Курский вокзал далее с/на Курское направление МЖД, самая дальняя станция Серпухов). Останавливаются на первой островной высокой платформе. Обслуживаются моторвагонными депо Нахабино (Рижского) и Перерва (Курского) направлений.
- Большого кольца, участок Детково — Бекасово I — Поварово II. Три пары в день, часты опоздания. Прибывают на вторую низкую боковую укороченную платформу, осуществляется стоянка и смена направления поезда, отбывает обратно по тому же пути (используется однопутная ССВ № 5 Манихино I — Манихино II). Обслуживаются моторвагонными депо: Куровская и Домодедово (ранее Апрелевка).
  - Некоторые электропоезда данного участка следуют по кольцу без захода на станцию по ССВ (в предыдущие годы по расписанию, с лета 2012 года — только при сильном отставании от графика). В этом случае посадка на них возможна на платформе 165 км Большого кольца, расположенной в 7 минутах ходьбы от Манихино I.
  - Станция до лета 2011 года была конечной для одной пары электропоездов Большого кольца, так как поезда кольца также обслуживались депо Нахабино.

## Интересные факты
- До 1995 года станция являлась конечной для некоторых электропоездов Рижского направления
- В 2003 году было снесено старое здание вокзала, находившееся возле второй пассажирской платформы. По проекту здание было аналогично старому зданию вокзала на станции Павшино.
- За северной горловиной станции находится развязка с Большим кольцом МЖД. Общее число соединительных ветвей — 3, для пригородного пассажирского движения используется только одна.
- От северной горловины станции отходит подъездной путь к базе ДОСААФ России. Также существовал отходящий от южной горловины подъездной путь к Истринскому молокозаводу, разобранный в 90-е годы.

## Галерея
- Вид на север с пешеходного моста.
- Вид на север с пешеходного моста.
- Вид на юг с пешеходного моста.
- Вид на низкую платформу БМО с пешеходного моста.
- Вид на юг с пешеходного моста.
- Восточные пути станции.
- Вид с северного конца платформы.
- Вид на север от кассы.
- Расписание Большого кольца 2012.
- Схема старой трассы БМО в районе станции Манихино